# Я тебе бачу (фільм, 2019)
Я тебе бачу — американський фільм жахів 2019 року режисера Адама Рендалла за сценарієм Девона Грея. У фільмі зіграли Гелен Гант, Джон Тенні та Джуда Льюїс.
Прем'єра «Я тебе бачу» відбулася на кінофестивалі SXSW у 2019 році, а прем'єра відбулася 6 грудня 2019 року й отримала загалом позитивні відгуки. Прем'єра в Україні відбулася 6 грудня 2019 року.

## Сюжет
Десятирічного Джастіна Віттера викрадають, коли він їхав на велосипеді парком, через місяць після того, як інший хлопчик, Майкл Кінг, пропав безвісти. Грег Гарпер стає головним детективом у справі, йому допомагає детектив Шпицькі. На місці події знайдено зелений кишеньковий ніж, який пов'язує злочин із серією попередніх викрадень, що призвело до засудження чоловіка на ім'я Коул Гордон п'ятнадцять років тому після втечі двох хлопчиків, Брауна та Треверса. Тим часом сімейне життя Гарпера руйнується, оскільки його дружина Джекі мала роман на стороні.
Шеф викликає Грега та Шпицькі. Вона повідомляє їм, що Коул, який перебуває у в'язниці, наполягає на неналежному судовому розгляді у світлі нових викрадень. Вони йдуть поговорити з Брауном, але він впадає в істерику, коли бачить їх. У будинку Гарперів починають відбуватися загадкові події; срібні вироби пропадають, телевізори вмикаються самі, світлини випадають з рамок, а ремонтник каже Джекі, що її дочка впустила його до житла, хоча у неї є лише син Коннор.
Джекі відвідує її колишній коханий Тодд. Поки вони розмовляють надворі, її кухоль кави падає з балкона і б'є його по голові. Потім вона ховає його в підвалі, поки веде Коннора до школи; він дуже обурений на свою матір, оскільки дізнався про її роман. Вона швидко розмовляє з матір'ю Джастіна і обіцяє їй, що Грег знайде його. Озираючись у підвалі, Тодд зазнає нападу невідомого зловмисника, і Джекі приходить додому, та знаходить його тіло. Вона панікує, припускаючи, що Коннор вбив Тодда, і вони з Грегом ховають його тіло.
Повернувшись вдома, Коннор чує стукіт, що доноситься з підсобного приміщення, і виявляє в пральній машині зниклий срібний посуд, загорнутий в одяг. Потім він отримує дивне повідомлення на свій комп'ютер, коли позаду нього з'являється людина в масці жаби. Грег та Джекі повертаються додому і знаходять Коннора, зв'язаного у ванні, а поруч із ним зелений кишеньковий ніж. Джекі відвозить Коннора до лікарні, а Грег обшукує будинок.
Потім події у фільмі повертаються назад у часі й глядачі розуміють, що таємничі події в будинку були викликані двома бездомними, Мінді та Алеком, які «переховувалися» (ховалися в будинках без відома власників) у будинку Гарперів. Мінді має досвід і намагається триматися скромно, щоб її ніколи не спіймали, а Алек вирішує, що хоче змусити сім'ю повірити, що вони збожеволіють. Однак Мінді випадково бачить ремонтника під час огляду будинку; це дівчина, яку він вважав дочкою Джекі. Мінді стала свідком того, що Грег вбив Тодда, і пішла сповістити Алека, але побачила, як він поміщає Коннора у ванну. Пара посварилась, і Алек випадково штовхнув її вниз зі сходів, внаслідок чого вона втратила свідомість. Потім Алек ховає її в машині Грега. Після того, як Джекі пішла відвезти Коннора до лікарні, Грег поїхав машиною, несвідомо забравши Мінді з собою.
Мінді прокидається в багажнику автомобіля. Вона обшукує сумку Грега та знаходить кілька зелених кишенькових ножів і сорочку Джастіна, виявляючи, що Грег є викрадачем. Коли він паркується в лісі, Мінді тікає і телефонує 911, але не має достатньої якості з'єднання, щоб підтвердити її місцезнаходження. Вона натрапляє на старий трейлер, де Джастін і Майкл опиняються в закритих шафах. Коли вона намагається їх звільнити, Грег влаштовує їй засідку і забирає назад до свого дому, перш ніж застрелити її. Алек атакує Грега сокирою. Грег нокаутує Алека, а потім заколює себе ножем, щоб здавалося, що на нього напали.
З'являється Алек з пістолетом Грега. Він виходить на світло, і Грег нарешті чітко бачить його обличчя, впізнаючи Алека. Алек застрелив Грега, перш ніж той встиг пояснити. Приходить Шпицькі і, побачивши Алека з пістолетом, що стоїть над Грегом, стріляє йому в плече. Алек називає ім'я Шпицькі, і той також впізнає його. Джекі та Коннор приходять додому й виявляють, що тут багато поліцейських. Шпицькі знаходить пакет із доказами в машині Грега, і двох хлопців рятують із трейлера.
Під час спогадів з'являються молоді Алек та його товариш (стає відомо, що це Траверс та Браун), які зустрічають Грега, коли  Алека везуть у машині швидкої допомоги.

## Актори
- Гелен Гант — Джекі Гарпер
- Джон Тенні — Грег Гарпер
- Оуен Тіг — Алек
- Джуда Льюїс — Коннор Гарпер
- Лібе Барер — Мінді
- Грегорі Алан Вільямс — Шпицькі
- Еріка Александер — лейтенант Морія Девіс
- Еллісон Кінг — офіцер Грейс Калеб
- Адам Керн — ремонтник вікон
- Джеремі Гладен — Томмі Брауна
- Тері Кларк — місіс Браун
- Ніколь Форестер — місіс Віттер

Сем Траммелл з'являється в титрах як Тодд.

## Виробництво
Гелен Гант приєдналася до акторського складу в червні 2017 року. Основне знімання відбулося в травні 2018 року в районі Шагрин-Фоллс, Клівленда та Лейквуді у штаті Огайо.

## Реліз
Світова прем'єра фільму відбулася на кінофестивалі SXSW у секції «Півночі» 13 березня 2019 року. Він вийшов у кінотеатрах Saban Films 6 грудня 2019 року і на VOD від Cinema Epoch Video 3 грудня 2019 року. Прем'єра в Україні відбулася 6 грудня 2019 року, дистриб'ютор «Вольга».

## Прийом

### Каса
Я тебе бачу зібрав 1,1 мільйона доларів у всьому світі при бюджеті виробництва в 5 мільйонів доларів.

### Критична реакція
Фільм має рейтинг схвалення 79 % на агрегаторі рецензій Rotten Tomatoes на основі 43 рецензій і середнього рейтингу 6.4/10 . Висновок сайту такий: « Я тебе бачу стикається з власними викривленнями оповідання, але міцний акторський склад та ефективне поєднання страхів і несподіванки роблять цю таємницю, що повільно розвивається, вартою для перегляду».
На Metacritic фільм має середньозважену оцінку 65 зі 100 на основі 8 критиків, що вказує на «загалом схвальні відгуки».
Денніс Гарві у Variety описав фільм як «жахливу вправу, яка починає виглядати як надприродна казка — одна з кількох припущень глядачів, ця розумно розроблена розповідь зрештою виривається з-під килима». Стівен Далтон з The Hollywood Reporter заявив: «Я тебе бачу  — це настільки тонко розроблена вправа, що поступово збільшує напругу, що хибний сюжет фільму здається абсурдним лише в ретроспективі».